# Syriens væbnede styrker
Syriens væbnede styrker (arabisk: القوات المسلحة العربية السورية) er Syriens militære styrker. Den består af Den syriske hær, Den syriske flåde, Det syriske luftvåben, National Defence Force og Republican Guard samt flere paramilitære styrker. Ifølge den syriske forfatning er Syriens præsident den øverstbefalende.
Militæret har værnepligt og mændene gør militærtjeneste fra 18-års alderen. Før starten af den syriske borgerkrig, blev den obligatoriske militærtjeneste mindre med tiden. I 2005 blev den reduceret fra to og et halvt år til to år, i 2008 til 21 måneder og i 2011 til halvandet år.
Syriens militære strategi har – siden Israels invasion af Libanon 1982 – primært været fokuseret på evnen til at kunne ødelægge israelske luftbaser og mobiliseringskapaciteter. Syriens militærindustri har efterfølgende primært satset på udvikling af ”surface-to-surface” missiler (SSM) samt landbaserede kommunikationsnetværk.
De syriske militære styrker styres alene og med uindskrænket autoritet af Syriens præsident Bashar al-Assad. Præsidentens nærmeste rådgivere og chefer består primært af familiemedlemmer og betroede officerer med tilknytning til Alawite sekten. For hurtigst muligt at kunne sætte ind over for eventuelle nedbrydende handlinger rettet direkte mod regimet har præsidenten oprettet "Republican Guard" under direkte kontrol af præsidenten selv. Kendetegnende for præsidentens udnævnelser til højerestående poster er loyalitet og tilhørsforhold frem for egentlig kompetence.
Det syriske militær består i teorien af 178.000 soldater – deriblandt 110.000 i hæren, 5.000 i flåden og 27.000 i luftvåbnet samt 36.000 i luftforsvaret (tal fra 2013). I 2009 var det totale antal på 325.000 mand, hvoraf 220.000 var soldater i hæren. Militæret, der har et stort arsenal af missiler, er udrustet med overvejende russiske våben.

## Struktur
Med sit hovedkvarter i Damaskus består det syriske militær af luftvåbnet, hæren og flåden. Det aktive personale var i 2011 anslået til 295.000 med yderligere 314.000 i reserver. Paramilitære styrker blev anslået til 108.000 i 2011.
Størstedelen af det syriske militær er sunnier, mens de fleste af den militære ledelse er alawitter. Alawitter udgør 12 procent af den syriske befolkning, men skønnes at udgøre 70 procent af de karrieremæssige soldater i den syriske hær. Af de 200.000 eller deromkring soldater i den syriske hær, er 140.000 alawitter. En lignende ubalance er set i officerskorpset, hvor omkring 80 procent af officererne er alawitter. Militærets eliteenheder, den republikanske garde og 4th Armoured Division, som er under kommando af Maher al-Assad, er udelukkende alawitter. De fleste af Syriens 300.000 værnepligtige og luftvåbenets piloter er dog sunnier.

### Udenlandske leverandører
| - Hviderusland - Bulgarien - Kina - Cuba - Iran | - Nordkorea - Rumænien - Rusland - Slovakiet - Egypten (indtil 2011) |

Rusland har i de sidste par år solgt moderne anti-tank og anti-luft missilsystemer til Syrien. I 2011 og 2012 var Syriens våbenkøb med Rusland 687 millioner dollars. I løbet af fire årtier har Rusland sendt missiler, kampfly, tanks, artilleri samt andet militærudstyr til Syrien for milliarders af dollars. Syrien er den største aftager af iranske våbenleverancer. Hjælpen fra Iran til det syriske regime består blandt andet af højteknologiske overvågningssystemer som ubemandede dronefly samt våben og ammunition. Ifølge FN sælger Nordkorea også våben til Syrien.

### Hæren
I 2010 anslog Det Internationale Institut for strategiske Studier, at hæren havde 220.000 soldater med en ekstra reserve på 280.000 soldater. Dette tal var uændret i 2011-udgaven, men i 2013, under borgerkrigen, anslog Det Internationale Institut for strategiske Studier at hærens styrke var på 110.000 soldater. Hæren har i princippet syv panserdivisioner, tre mekaniserede infanteri-divisioner og to divisioner med specialstyrker samt Republikanergarden, der står for den statslige sikkerhed. Republikanergarden og specialstyrkerne anses for at være den regulære hær klart overlegen.
Som følge af borgerkrigen har mange soldater og officer fra hæren deserteret. I marts 2012 menes det at være 60.000 soldater fra hæren, som skulle have deserteret. Nogle af de deserterede soldater og officer startede i sommeren 2011 Den Frie Syriske Hær, som er en væbnet modstandsgruppering, der ønsker at fjerne Assad.

### Flåden
Den syriske flåde (arabisk: البحرية العربية السورية) er den mindste enhed under de syriske væbnede styrker. Flåden blev oprettet i 1950 efter indkøb af et par marinefartøjer fra Frankrig. Det indledende personale bestod af soldater, der var blevet sendt til franske flådefartøjer-akademier til uddannelse. Under den syriske borgerkrig, hævdede oppositionsaktivister, at krigsskibe fra den syriske flåde støttede et militært angreb fra regeringsstyrker mod oprørere i byen Latakia.

### Luftvåbnet
Det syriske luftvåben (القوات الجوية العربية السورية) blev etableret i 1948 og kan i krigstid mønstre 60.000 soldater heraf 40.000 fastansatte. Luftvåbnet råder over 25 eskadriller med i alt ca. 760 fly (kampfly og transportfly) og ca. 200 kamphelikopter. Størstedelen af kampflyene er af typen MiG-21 og MiG-23 og regnes ikke for tidssvarende. Derimod råder luftvåbnet over godt 50 fly af typerne MiG-25 og MiG-29 samt formentlig 14 fly af typen MIG-29 SMT.
Luftvåbnet er ifølge den seneste opgørelse fra Institut for Internationale Strategiske Studier i London (IISS) væbnet med jord til luft-missiler og 4.000 forskellige former for luftværnskanoner.
I december 2011 indgik Rusland og Syrien en aftale om, at 36 russiske Yakovlev Yak-130 jagerfly skal sælges til Syrien for 550 millioner dollars. De første 9 fly bliver leveret ved udgangen af 2014. Syriske fly og helikoptere er i borgerkrigen blevet kendt for at bruge de kontroversielle »tøndebomber«. Bomberne består af tønder fyldt med sprængstof og metaldele, der rulles ud gennem døre eller luger i flyene, og som rammer i flæng, når de eksploderer.